# Gran Creu de la Creu de Ferro
La Gran Creu de la Creu de Ferro (alemany: Großkreuz des Eisernen Kreuzes) era una condecoració atorgada als generals victoriosos de l'exèrcit prussià i pels seus aliats. Va ser creada el 10 de març de 1813 com a classe superior de la Creu de Ferro durant les Guerres Napoleòniques, sent reinstaurada el 1870 en ocasió de la Guerra Franco-Prussiana, el 1914 per a la I Guerra Mundial i el 1939 per a la II Guerra Mundial.
No era una condecoració per valentia, sinó que era atorgada als Oficials Generals per les decisions estratègiques que tinguessin un efecte decisiu en el resultat de la guerra.
És el mateix disseny que el de la Creu de Ferro, era una creu negra amb la part exterior en metàl·lic, amb les puntes de la creu obertes cap a l'exterior, però mesura 63mm d'ample.
Penja del coll d'una cinta dels mateixos colors que els de la Creu de Ferro
Encara es creà una condecoració superior, l'Estrella de la Gran Creu de la Creu de Ferro, per a ser atorgada al general de més èxit de la II Guerra Mundial, després que Alemanya hagués guanyat la guerra, com s'havia fet abans amb els Mariscals Gebhard Leberecht von Blücher i Paul von Hindenburg.

## Receptors de la Gran Creu de la Creu de Ferro 1813
Cinc homes van rebre la Gran Creu 1813 per les seves accions durant les Guerres Napoleòniques: 
- Gebhard Leberecht von Blücher, comandant de les forces prussianes a la batalla de Waterloo
- Friedrich Wilhelm von Bülow
- Príncep Carles Juan de Suècia (Jean-Baptiste Bernadotte) - Abans Mariscal sota Napoleó, després esdevingué Regent i Príncep Hereu de Suècia, i s'uní a la Sisena Coalició contra Napoleó.
- Bogislav Friedrich Emanuel von Tauentzien
- Hans David Ludwig Yorck von Wartenburg.

## Receptors de la Gran Creu de la Creu de Ferro 1870

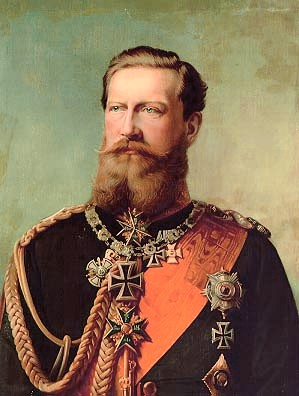
El Príncep Frederic Guillem de Prússia, després Kàiser Frederic III, amb la Gran Creu 1870.

La Creu de Ferro es restablí el 19 de juliol de 1870 per a la Guerra Franco-Prussiana. Nou homes van rebre la Gran Creu 1870 pel servei durant la guerra, set de les quals van ser atorgades el 22 de març de 1871 a:
- Príncep Hereu Albert de Saxònia
- August Karl von Goeben
- Edwin Freiherr von Manteuffel
- Helmuth Graf von Moltke el Vell
- Príncep Frederic Carles de Prússia.
- Príncep Frederic Guillem de Prússia (després Kàiser Frederic III)
- August Graf von Werder

El Kàiser Guillem I rebé la Gran Creu el 16 de juny de 1871 com a Cap Suprem de l'Exèrcit Prussià, i Moltke era el Cap de l'Estat Major General. La darrera va ser atorgada a Frederic Francesc II, Gran Duc de Mecklenburg-Schwerin, que la rebé el 4 de desembre de 1871.

## Receptors de la Gran Creu de la Creu de Ferro 1914
La Creu de Ferro va ser reinstaurada el 5 d'agost de 1914. Durant la I Guerra Mundial la Gran Creu va ser atorgada en 5 ocasions: 
- Kàiser Guillem II
- Mariscal Paul von Hindenburg
- General Erich Ludendorff
- Mariscal Príncep Leopold de Baviera
- Mariscal August von Mackensen

## Receptors de la Gran Creu de la Creu de Ferro 1939
La Creu de Ferro va ser reinstaurada el 5 d'agost de 1914. Durant la II Guerra Mundial només s'atorga en una ocasió, al Reichsmarschall Hermann Göring el 1940, després de la victòria a la batalla de França, per la contribució de la Luftwaffe en la Blitzkrieg a l'Europa occidental i en la ràpida desfeta de França (i igual que va fer von Blücher, Göring incorporà immediatament la Gran Creu al seu estendard personal)